# روبرت آتویان
روبرت وارتگسی آتویان (ارمنی: Ռոբերտ Վարդգեսի Աթոյան؛  زادهٔ ۲۹ نوامبر ۱۹۳۵ - درگذشته ۴ دسامبر ۲۰۱۵) ریاضی‌دان، مهندس و سخنران دانشگاه اهل ارمنستان بود.

## زندگی
وی در ۲۹ نوامبرِ ۱۹۳۵ در گوریس به دنیا آمد و از دانشگاه پلی‌تکنیک ارمنستان (۱۹۵۸) فارغ‌التحصیل گشت. وی عضو فرهنگستان ملی علوم ارمنستان بود. همچنین برندهٔ جوایزی همچون نشان پرچم سرخ کار، نشان پیش‌کسوت کار، مدال شجاعت کار، جایزه لنین و جایزه دولتی ارمنستان شوروی شده‌است. وی در ۴ دسامبر ۲۰۱۵ در سن ۸۰ سالگی در ایروان درگذشت.